# Ian Buchanan
Ian Buchanan (ur. 16 czerwca 1957 roku w Hamilton) – szkocki aktor, znany w Polsce z telewizyjnej roli Jamesa Warwicka w operze mydlanej CBS Moda na sukces (The Bold and the Beautiful, 1993–1999, 2004, 2008–2009, 2011).

## Filmografia

### Filmy fabularne
- 1988: Siódmy znak (The Seventh Sign) jako Meteorolog
- 1993: Niebieski płomień (Blue Flame) jako Wax
- 1994: Zewnętrzny chłód (The Cool Surface) jako Terrence
- 1994: Przekaz podświadomy (Double Exposure) jako Roger Putnam
- 1998: Ivory Tower jako Andy Pallack
- 2000: W przyczajeniu (Lying in Wait) jako George
- 2002: Azyl (Panic Room) jako Evan Kurlander
- 2007: Życie idioty (Trainwreck: My Life as an Idoit)
- 2009: Tęczowych świąt! (Make the Yuletide Gay) jako Peter Stanford, ojciec Nathana

### Seriale TV
- 1986–89: Szpital miejski (General Hospital) jako Duke Lavery
- 1988–90: It's Garry Shandling's Show jako Ian McFyfer
- 1990: Columbo jako Sean Brantley
- 1990: Flash (The Flash ) jako Stan Kovacs
- 1990–91: Miasteczko Twin Peaks (Twin Peaks) jako Dick Tremayne
- 1992: On the Air jako Lester Guy
- 1992: The Larry Sanders Show jako Johnathan Litman
- 1992: Zagubiony w czasie (Quantum Leap) jako Victor
- 1993–99: Moda na sukces (The Bold and the Beautiful) jako James Warwick
- 1995: Pomoc domowa (The Nanny) jako Julius Kimble
- 1995: Gargoyles (Gargulce) jako Constantine (głos)
- 1996: Nowojorscy gliniarze (NYPD Blue) jako książę Laszlo Forsmann
- 1999: Batman przyszłości (Batman Beyond) jako dr Able Cuvier (głos)
- 2000: Norman w tarapatach (The Norm Show) jako Jack/Fernando
- 2001: Dni naszego życia (Days of Our Lives) jako Ian McAllister
- 2001: Nash Bridges jako Franz Planck
- 2001: Czarodziejki (Charmed) jako Raynor
- 2002: Jak wychować tatę (Raising Dad) jako dr Fields
- 2002–2003: Port Charles jako Joshua Temple
- 2002–2003: Liga Sprawiedliwych bez granic (Justice League Unlimited) jako Ultra-Humanite (głos)
- 2003: Gwiezdne wrota (Stargate SG-1) jako Pierwszy
- 2004: Agentka o stu twarzach (Alias) jako Johannes Gathird
- 2004: Hope i Faith (Hope & Faith) jako Ian Buchanan
- 2004: Moda na sukces (The Bold and the Beautiful) jako James Warwick
- 2005: Tak, kochanie (Yes, Dear) jako Paul
- 2005–2006: Wszystkie moje dzieci ( All My Children) jako dr Greg Madden
- 2007: Bez skazy (Nip/Tuck) jako Damien Sands
- 2008–2009: Moda na sukces (The Bold and the Beautiful) jako James Warwick
- 2009: Batman: Odważni i bezwzględni (Batman: The Brave and the Bold) jako Sherlock Holmes (głos)
- 2011: Moda na sukces (The Bold and the Beautiful) jako James Warwick
- 2012: Dni naszego życia (Days of Our Lives) jako Ian McAllister
- 2013: Stare psy i nowe sztuczki (Old Dogs & New Tricks) jako Christoph
- 2013: The Stafford Project jako Ian
- 2012–2015: Szpital miejski (General Hospital) jako Duke Lavery
- 2017–: Moda na sukces (The Bold and the Beautiful) jako James Warwick